# 丸山祐市
丸山 祐市（まるやま ゆういち、1989年6月16日 - ）は、東京都世田谷区出身のプロサッカー選手。Jリーグ・川崎フロンターレ所属。ポジションはディフェンダー（センターバック、左サイドバック）。元日本代表。

## 経歴

### プロ入り以前
4歳の時にサッカーを始める。小学5年生からFC東京スクールに加わり 中学時代はFC東京U-15でプレー。トップ下から左SBへコンバートされた。同期は宮阪政樹、大竹洋平、椋原健太、廣永遼太郎、田端信成、岡田翔平、田中奏一、井澤惇、加藤淳也など。
國學院久我山高校サッカー部に入るが、前十字靭帯損傷の怪我もあって全国高校サッカー選手権では東京都ベスト8で終わるなど 目立った活躍はできず（なお、高校での1学年後輩に田邉草民が在籍）、明治大学へはスポーツ推薦ではなく指定校推薦で進学した。大学では3年時にレギュラーに据えられると CBとして関東大学1部リーグ制覇に大きく貢献した。左足のキック精度に自信を持ち、プレースキッカーとしても活躍。大学の同期には宮阪、高木駿らがいた。ロンドンオリンピックを目指す世代別代表にも招集され、複数のJリーグクラブによる争奪となった。

### FC東京
2012年からFC東京へ加入。9月5日のナビスコカップ準決勝清水戦で公式戦初先発。第21節柏戦でJリーグ出場を果たす。

### 湘南ベルマーレ
2014年に湘南ベルマーレへ期限付き移籍。J2第1節山形戦で早速先発出場。3バックの中央に配され、完封勝利に貢献した。続く第2節長崎戦では直接FKを沈め 公式戦初得点を挙げた。通年のインターセプト及びボール奪取数でチーム最多を記録し 的確なリスク管理で堅守を構築、速く正確なフィードを放つことで一気呵成に攻めあがるサッカーの起点ともなった。

### FC東京復帰
2015年、湘南での活躍を高く評価され、2015年よりFC東京へ復帰。CB兼SBのバックアッパーとして 1stステージは全試合にベンチ入り。当初CBとしては森重真人、カニーニ、吉本一謙に次ぐ4番手だったものの 2ndステージに入り先発を確保すると、同年8月には負傷離脱した槙野智章に代わって2018 FIFAワールドカップ・アジア2次予選を戦う日本代表に初選出された。希少な左利きのCBとしてヴァイッド・ハリルホジッチ監督の評価を得て 同年11月発表の日本代表にも選出された。
2016年はクラブにおけるフィールドプレイヤーでは唯一のリーグ戦全試合出場。また、同年10月11日、W杯3次予選のオーストラリア代表戦で途中出場をし国際Aマッチ初出場、翌11月11日のキリンチャレンジカップオマーン戦で同初先発を飾った。
2017年は4月30日の第9節・サンフレッチェ広島戦でJ1初得点を決めた。
しかし、2018年になると森重のパートナーは張賢秀が務めることが多くなり出場機会が減少していった。

### 名古屋グランパス
2018年7月4日、名古屋グランパスへ完全移籍。
2019年には、退団した佐藤寿人に代わりキャプテンに任命される。
2020年シーズンはマッシモ・フィッカデンティ監督の下、CBのコンビを組む中谷進之介と共に全試合フル出場し、GKのランゲラックを含めたトライアングルでリーグ最少の28失点に抑え、2011年以来9年ぶりにAFCチャンピオンズリーグ出場権獲得に貢献した。

### 川崎フロンターレ
2024年、川崎フロンターレに完全移籍。

## エピソード
- 高校時代は大怪我からの復帰後まもなくしてサッカー部を引退しており[10][12]、大学でも1、2年時は試合に出られなかったことからプロを意識できずにいた[10]。そのため、一般企業（金融機関[7][12]）への就職を目指していたが[12]、第1志望の企業からの内定を得られず「第2志望、第3志望と他の企業に行けばサッカーに対して後悔する」[14][6] とプロ入りへ翻意した。
- FC東京入りを選んだ理由の一つとして、日本代表DF今野泰幸の存在を挙げる。日本代表DF栗原勇蔵が所属する横浜F・マリノスからもオファーを受けていたが、フィジカルが強い栗原よりも頭を使ったプレーをする今野を目指したいとコメントしている[15]。ただし、今野は2011年限りでFC東京を退団。共にプレーすることはできなかった。
- リーグデビュー戦後、「僕は大卒なのでその辺は分かっているので。鼻の下を伸ばすのは今日までにして、また明日からは天皇杯に向けて、アピールしていきたいと思います」とのコメントを残した[36]。
- 閉所恐怖症で飛行機移動が苦手[37]。
- 名古屋グランパス移籍後、個人チャントはSTINGの「ENGLISHMAN in NY」の替え歌になった。きっかけはインタビューで好きな曲を聞かれた丸山がこの曲を挙げたことに由来するのだが、その後この曲を歌ったSTING自身がTwitterでチャント動画をリツイートし 「you’re song!    at   Nagoya grampus!」 とコメントを寄せた。

## 所属クラブ
- 1993年 - 2001年 バディーSC世田谷 (世田谷区立山野小学校)
  - 2000年 - 2001年 FC東京深川スクール[4]
- 2002年 - 2004年 FC東京U-15 / FC東京U-15深川[注 1] (世田谷区立砧中学校)
- 2005年 - 2007年 國學院大學久我山高校
- 2008年 - 2011年 明治大学体育会サッカー部 (明治大学法学部[3])
- 2012年 - 2018年7月  FC東京
  - 2014年  湘南ベルマーレ (期限付き移籍)
- 2018年7月 - 2023年  名古屋グランパス
- 2024年 -  川崎フロンターレ

## 個人成績
| 国内大会個人成績 | 国内大会個人成績 | 国内大会個人成績 | 国内大会個人成績 | 国内大会個人成績 | 国内大会個人成績 | 国内大会個人成績 | 国内大会個人成績 | 国内大会個人成績 | 国内大会個人成績 | 国内大会個人成績 | 国内大会個人成績 |
| 年度             | クラブ           | 背番号           | リーグ           | リーグ戦         | リーグ戦         | リーグ杯         | リーグ杯         | オープン杯       | オープン杯       | 期間通算         | 期間通算         |
| 年度             | クラブ           | 背番号           | リーグ           | 出場             | 得点             | 出場             | 得点             | 出場             | 得点             | 出場             | 得点             |
| 日本             | 日本             | 日本             | 日本             | リーグ戦         | リーグ戦         | リーグ杯         | リーグ杯         | 天皇杯           | 天皇杯           | 期間通算         | 期間通算         |
| ---------------- | ---------------- | ---------------- | ---------------- | ---------------- | ---------------- | ---------------- | ---------------- | ---------------- | ---------------- | ---------------- | ---------------- |
| 2009             | 明治大           | 13               | -                | -                | -                | -                | -                | 3                | 0                | 3                | 0                |
| 2012             | FC東京           | 16               | J1               | 3                | 0                | 2                | 0                | 1                | 0                | 6                | 0                |
| 2013             | FC東京           | 16               | J1               | 0                | 0                | 1                | 0                | 3                | 0                | 4                | 0                |
| 2014             | 湘南             | 14               | J2               | 41               | 2                | -                | -                | 2                | 1                | 43               | 3                |
| 2015             | FC東京           | 5                | J1               | 20               | 0                | 6                | 0                | 1                | 0                | 27               | 0                |
| 2016             | FC東京           | 5                | J1               | 34               | 0                | 0                | 0                | 1                | 0                | 35               | 0                |
| 2017             | FC東京           | 5                | J1               | 31               | 2                | 7                | 0                | 1                | 0                | 39               | 2                |
| 2018             | FC東京           | 5                | J1               | 9                | 0                | 3                | 0                | 1                | 0                | 13               | 0                |
| 2018             | 名古屋           | 17               | J1               | 18               | 0                | -                | -                | 0                | 0                | 18               | 0                |
| 2019             | 名古屋           | 17               | J1               | 28               | 0                | 4                | 0                | 0                | 0                | 32               | 0                |
| 2020             | 名古屋           | 3                | J1               | 34               | 2                | 4                | 1                | -                | -                | 38               | 3                |
| 2021             | 名古屋           | 3                | J1               | 17               | 1                | 0                | 0                | 0                | 0                | 17               | 1                |
| 2022             | 名古屋           | 3                | J1               | 25               | 0                | 5                | 1                | 1                | 0                | 31               | 1                |
| 2023             | 名古屋           | 3                | J1               | 16               | 1                | 6                | 0                | 2                | 0                | 24               | 1                |
| 2024             | 川崎             | 35               | J1               | 7                | 0                | 2                | 0                | 0                | 0                | 7                | 0                |
| 通算             | 日本             | 日本             | J1               | 242              | 6                | 40               | 2                | 11               | 0                | 293              | 8                |
| 通算             | 日本             | 日本             | J2               | 41               | 2                | -                | -                | 2                | 1                | 43               | 3                |
| 通算             | 日本             | 日本             | 他               | -                | -                | -                | -                | 3                | 0                | 3                | 0                |
| 総通算           | 総通算           | 総通算           | 総通算           | 283              | 8                | 40               | 2                | 16               | 1                | 339              | 11               |

| 2016   | F東23  | 5      | J3     | 1 | 0 | 1 | 0 |
| 通算   | 日本   | 日本   | J3     | 1 | 0 | 1 | 0 |
| 総通算 | 総通算 | 総通算 | 総通算 | 1 | 0 | 1 | 0 |

| 国際大会個人成績 | 国際大会個人成績 | 国際大会個人成績 | 国際大会個人成績 | 国際大会個人成績 |
| 年度             | クラブ           | 背番号           | 出場             | 得点             |
| AFC              | AFC              | AFC              | ACL              | ACL              |
| ---------------- | ---------------- | ---------------- | ---------------- | ---------------- |
| 2012             | FC東京           | 16               | 1                | 0                |
| 2016             | FC東京           | 5                | 7                | 0                |
| 2021             | 名古屋           | 3                | 0                | 0                |
| 2023-24          | 川崎             | 35               | 2                | 0                |
| 通算             | AFC              | AFC              | 10               | 0                |

その他の国際大会
- 2016年
  - AFCチャンピオンズリーグ2016・プレーオフ 1試合0得点

出場歴
- 2012年4月17日：公式戦初出場 - AFCチャンピオンズリーグGL第4節 vs北京国安足球倶楽部 (味の素スタジアム)
- 2012年8月11日：Jリーグ初出場 - J1第21節 vs柏レイソル (日立柏サッカー場)
- 2014年3月9日：Jリーグ初得点 - J2第02節 vsV・ファーレン長崎 (長崎)

## 代表歴
- 2016年10月11日：国際Aマッチ初出場 - 最終予選 vs オーストラリア (ドックランズ・スタジアム)

### 出場大会
- ユニバーシアードサッカー日本代表
  - 2011年夏季ユニバーシアード (優勝)
- U-21日本代表
  - 2010年 第16回アジア競技大会（離脱[38]）
- U-22日本代表
  - 2011年 ロンドンオリンピックアジア最終予選
- U-23日本代表候補
- 日本代表
  - 2015年 2018 FIFAワールドカップ・アジア2次予選
  - 2016年 キリンカップサッカー2016
  - 2016年 キリンチャレンジカップ
  - 2016年 2018 FIFAワールドカップ・アジア3次予選

### 試合数
- 国際Aマッチ（2016年）2試合0得点

| 日本代表 | 国際Aマッチ | 国際Aマッチ |
| 年       | 出場        | 得点        |
| -------- | ----------- | ----------- |
| 2016     | 2           | 0           |
| 通算     | 2           | 0           |

### 出場
| No. | 開催日         | 開催都市   | スタジアム                       | 対戦国         | 結果 | 監督           | 大会                                    |
| --- | -------------- | ---------- | -------------------------------- | -------------- | ---- | -------------- | --------------------------------------- |
| 1.  | 2016年10月11日 | メルボルン | ドックランズ・スタジアム         | オーストラリア | △1-1 | ハリルホジッチ | 2018 FIFAワールドカップ・アジア最終予選 |
| 2.  | 2016年11月11日 | 鹿嶋       | 茨城県立カシマサッカースタジアム | オマーン       | ○4-0 | ハリルホジッチ | キリンチャレンジカップ2016              |

## タイトル

### クラブ
FC東京U-15
- ナイキプレミアカップジャパン (2002年)
- 日本クラブユースサッカー選手権 (U-15)大会 (2003年)

明治大学体育会サッカー部
- 全日本大学サッカー選手権大会 (2009年)
- 関東大学サッカーリーグ戦 (2010年)

湘南ベルマーレ
- Jリーグ ディビジョン2 (2014年)

### 代表
ユニバーシアード日本代表
- ユニバーシアードサッカー競技 (2011年)

### 個人
- 関東大学サッカーリーグ戦 ベストイレブン (2010年、2011年)
- 関東大学サッカー連盟 特別賞 (2011年)
- Jリーグ・優秀選手賞：1回（2020年）